# Alcàsser
Alcàsser (spanisch Alcácer) ist eine Gemeinde in der spanischen Provinz Valencia. Sie befindet sich in der Comarca Huerta Sur. 

## Geografie
Das Gemeindegebiet von Alcàsser grenzt an das der Gemeinden Torrent, Catarroja, Albal, Beniparrell, Silla und Picassent, die alle in der Provinz Valencia liegen.

## Geschichte
In der Gemeinde fanden 1992 die Morde an den Alcàsser-Mädchen statt. Das aufsehenerregende Verbrechen konnte nicht abschließend aufgeklärt werden.

## Demografie
| 1900  | 1930  | 1950  | 1970  | 1981  | 1991  | 2001  | 2019   |
| ----- | ----- | ----- | ----- | ----- | ----- | ----- | ------ |
| 3.200 | 4.055 | 4.473 | 5.449 | 6.555 | 7.191 | 7.562 | 10.093 |